# Jaskinia Świętej Barbary
Jaskinia Świętej Barbary – jaskinia na Płaskowyżu Suchedniowskim w woj. świętokrzyskim. Ma cztery otwory wejściowe położone w Krynkach, w północnym zboczu wąwozu nad Zbiornikiem Brody Iłżeckie, na wysokości 210 m n.p.m. Długość jaskini wynosi 18 metrów, a jej deniwelacja 2 metry.

Jaskinia znajduje się na terenie Rezerwatu przyrody Skały w Krynkach i jest nieudostępniona turystycznie.

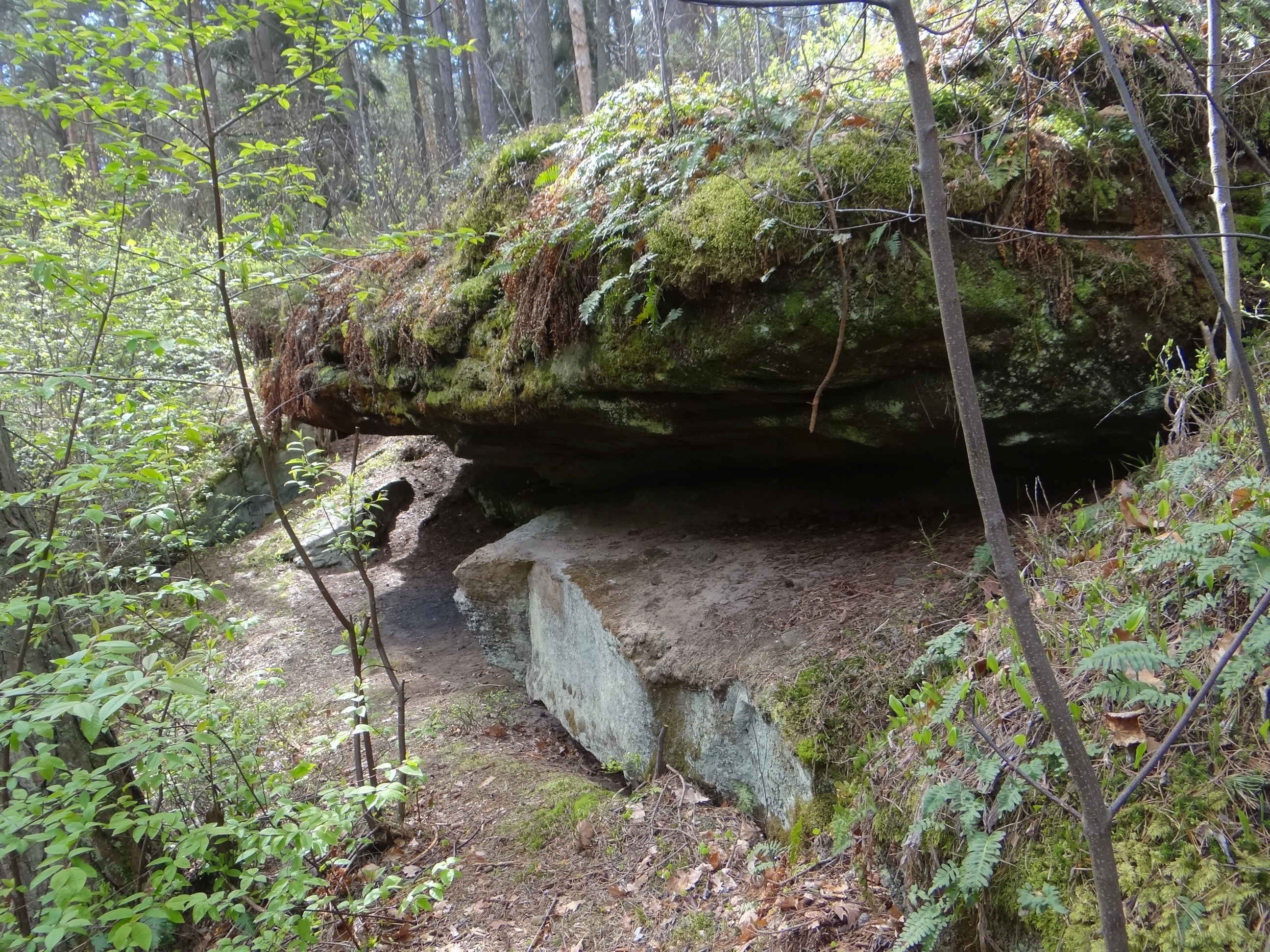
Skały w Krynkach

## Opis jaskini
Jaskinię stanowi niska i pochyła sala do której prowadzi krótki korytarzyk z dwóch otworów wejściowych (dużego głównego i jednego małego). Na jej końcu znajdują się korytarzyki prowadzące do dwóch pozostałych, małych otworów wejściowych.

## Przyroda
W jaskini brak jest nacieków. Ściany są suche, nie ma na nich roślinności.

## Historia odkryć
Jaskinia była znana od dawna. Jej plan i opis sporządzili J. Gubała, A. Kasza i J. Urban w 1996 roku.